# Municipio de Oswego (Kansas)
El municipio de Oswego (en inglés: Oswego Township) es un municipio ubicado en el condado de Labette en el estado estadounidense de Kansas. En el año 2010 tenía una población de 354 habitantes y una densidad poblacional de 5,35 personas por km².

## Geografía
El municipio de Oswego se encuentra ubicado en las coordenadas 37°8′36″N 95°8′12″O / 37.14333, -95.13667. Según la Oficina del Censo de los Estados Unidos, el municipio tiene una superficie total de 66.22 km², de la cual 64,78 km² corresponden a tierra firme y (2,18 %) 1,45 km² es agua.

## Demografía
Según el censo de 2010, había 354 personas residiendo en el municipio de Oswego. La densidad de población era de 5,35 hab./km². De los 354 habitantes, el municipio de Oswego estaba compuesto por el 93,22 % blancos, el 3,11 % eran amerindios y el 3,67 % eran de una mezcla de razas. Del total de la población el 1,98 % eran hispanos o latinos de cualquier raza.